# Benvenuto Matteucci
Benvenuto Matteucci (Carmignano, 2 febbraio 1910 – Carmignano, 16 gennaio 1993) è stato un arcivescovo cattolico italiano.

## Biografia
Nato nel 1910 in una casa al centro del paese di Carmignano, dove vive con i genitori e le sorelle, viene ordinato sacerdote a Pistoia il 14 agosto del 1932, all'età di 22 anni. Si laurea all'Università Gregoriana di Roma con una tesi su Scipione de' Ricci, vescovo di Pistoia nel XVIII secolo.
Per un breve periodo, dal 1935 al 1938, torna alla diocesi natia per insegnare teologia al Seminario pistoiese. Le sue lezioni portano una ventata d'aria nuova, che spazza via un certo nozionismo, e a qualcuno non piace la "modernità" dei suoi comportamenti: ad esempio, viene visto di cattivo occhio perché fa giocare i seminaristi "a pallone". Probabilmente per questo motivo viene assegnato alla umile e minuscola parrocchia di Poggio alla Malva, a pochi chilometri da Carmignano. Vi giunge nel 1938, deluso e scontento di questo "confino" nell'estremo lembo della diocesi. Riesce però a inserirsi ottimamente nella vita del paese e ad intrecciare rapporti con alcuni intellettuali fiorentini, che frequentano la sua cura grazie alla vicina stazione ferroviaria.
A Poggio alla Malva crea una sorta di circolo intellettuale, a cui partecipano, tra gli altri, Papini, Bargellini, Soffici, La Pira, Ungaretti, e Betocchi. Si trova nel paese pistoiese quando scoppia la Seconda guerra mondiale e, durante il passaggio del fronte, ospita un centinaio di sfollati, persone che scappano da città e paesi vicini, come la famiglia Bargellini, oltre che i suoi parrocchiani. Nel "tempo del cannone" si consuma il tragico attentato dell'11 giugno 1944, dove muoiono quattro partigiani comandati dall'ex-seminarista Bogardo Buricchi, che teneva un contatto epistolare con Matteucci (che per questo viene interrogato dai tedeschi).
Nel 1960 lascia l'incarico di parroco, richiamato a Pistoia come insegnante in seminario e Canonico della Cattedrale, dove rimane fino alla nomina episcopale.

### Ministero episcopale
Il 21 settembre 1968 viene consacrato vescovo titolare di Forlimpopoli (presso Forlì) da monsignor Longo Dorni e nominato amministratore apostolico dell'Arcidiocesi di Pisa. Mantiene entrambe le cariche fino al 2 gennaio del 1971, quando viene elevato arcivescovo della città toscana e prende a tutti gli effetti il posto del predecessore Ugo Camozzo.
Durante il Concilio Vaticano II diventa il commentatore ufficiale per il Vaticano, relazionando quotidianamente le sedute sia sull'"Osservatore Romano" che alla Radio Vaticana. Collabora alla RAI sia sul terzo canale che sul primo in una serie di trasmissioni per la conoscenza della Bibbia, ma soprattutto si dedica alla scrittura. Oltre alle centinaia (ben 296) di articoli e interventi, ai commenti, agli inserti, alle rubriche annualmente tenuti dal Matteucci, si notano i 145 libri pubblicati nella sua carriera di scrittore, tra cui meritano citazione Scipione de' Ricci (1940), Città senza mura (1946), Teologia del Dolore (1949), Il giansenismo (1954), La Chiesa nella storia (1978), Per una teologia delle lettere (1980), I giorni del Concilio (1983), Lettere sul Dolore (1988), Diario di un Vescovo (1968-1990) (1992), Carmignano e il suo territorio - Riflessioni e rilievi (1992) e i postumi Diario di un parroco di Corso Donati e I Pensieri del parroco di San Lorenzo (entrambi del 1998).
Nel giugno del 1986 rinuncia all'incarico di arcivescovo di Pisa e primate di Corsica e Sardegna per raggiunti limiti d'età. Si ritira a vita privata nella sua Carmignano, dove viene colpito da un ictus cerebrale che lo costringe ad uno stato di paralisi parziale, situazione che comunque non gli impedisce di concludere alcune opere. Muore il 16 gennaio del 1993 nella sua casa di via Bellini.

## Genealogia episcopale e successione apostolica
La genealogia episcopale è:
- Cardinale Scipione Rebiba
- Cardinale Giulio Antonio Santori
- Cardinale Girolamo Bernerio, O.P.
- Arcivescovo Galeazzo Sanvitale
- Cardinale Ludovico Ludovisi
- Cardinale Luigi Caetani
- Cardinale Ulderico Carpegna
- Cardinale Paluzzo Paluzzi Altieri degli Albertoni
- Papa Benedetto XIII
- Papa Benedetto XIV
- Papa Clemente XIII
- Cardinale Marcantonio Colonna
- Cardinale Giacinto Sigismondo Gerdil, B.
- Cardinale Giulio Maria della Somaglia
- Cardinale Carlo Odescalchi, S.I.
- Cardinale Costantino Patrizi Naro
- Cardinale Lucido Maria Parocchi
- Papa Pio X
- Cardinale Gaetano De Lai
- Cardinale Raffaele Carlo Rossi, O.C.D.
- Arcivescovo Gilla Vincenzo Gremigni, M.S.C.
- Vescovo Mario Longo Dorni
- Arcivescovo Benvenuto Matteucci

La successione apostolica è:
- Vescovo Vasco Giuseppe Bertelli (1985)